# Il giardino dei Finzi-Contini
Il giardino dei Finzi-Continiem italiano / Der Garten der Finzi Continiem alemão (br: O Jardim dos Finzi-Contini; pt: O Jardim Onde Vivemos) é um filme teuto - italiano de 1970, do gênero drama histórico, dirigido por Vittorio De Sica. O roteiro é baeado em romance homônimo de Giorgio Bassani.

## Sinopse
O jardim dos Finzi-Contini, uma rica família de judeus italianos, é o último símbolo de resistência usado pela jovem Nicole contra as leis antijudaicas do regime fascista até que todos membros de sua família sejam presos.

## Elenco
- Dominique Sanda.... Nicole Finzi-Contini
- Lino Capolicchio.... Giorgio
- Helmut Berger.... Alberto
- Romolo Valli.... pai de Giorgio
- Fabio Testi.... Bruno Malnate
- Camillo Cesarei.... pai de Nicole
- Inna Alexeievna.... avó de Nicole
- Katina Morisani.... mãe de Nicole
- Barbara Pilavin.... mãe de Giorgio

## Principais prêmios e indicações
Oscar 1972 (EUA)
- Venceu na categoria de Melhor Filme (estrangeiro) (Itália).
- Indicado na categoria de Melhor Roteiro (adaptado).

BAFTA 1973 (Reino Unido)
- Recebeu o Prêmio UN.
- Indicado na categoria de Melhor Fotografia.

Festival de Berlim 1971 (Alemanha)
- Recebeu o Urso de Ouro (Melhor Filme) e o Prêmio Interfilm - Prêmio de Cinema Otto Dibelius.

Prêmio David di Donatello 1971 (Itália)
- Venceu na categoria de Melhor Filme e recebeu um Prêmio David especial.